# Panilla aroa
Panilla aroa är en fjärilsart som beskrevs av George Thomas Bethune-Baker 1906. Panilla aroa ingår i släktet Panilla och familjen nattflyn. Inga underarter finns listade i Catalogue of Life.